# Гюго, Леопольдина
Леопольди́на Гюго́ (полное имя Леопольдина Сесиль Мари-Пьер Катерина Гюго (фр. Léopoldine Cécile Marie-Pierre Catherine Hugo); 28 августа 1824, Париж — 4 сентября 1843, Вилькье) — старшая дочь писателя, поэта и драматурга Виктора Гюго и его жены Адели Фуше. Погибла в возрасте девятнадцати лет, катаясь на лодке.

## Детство
Леопольдина родилась 28 августа 1824 года в Париже и была крещена 16 сентября. Она была второй из пяти детей и старшей дочерью Виктора Гюго и Адели Фуше. Ей дали имя в честь дедушки по отцу, также как её покойному брату Леопольду, умершему вскоре после рождения. В семье девочку ласково называли «Дидин».
В 1832 году Леопольдина поступила в Экстернат для юных девиц (фр. Externat des Jeunes Demoiselles), располагавшийся по адресу Королевская площадь, 16 (семья Гюго проживала по адресу Королевская площадь, 6). В 1838 году продолжила обучение на образовательных курсах Бобле (фр. le Cours d'Emulation Boblet).
В юные годы Леопольдину неоднократно писали известные художники того времени, в том числе Ашиль Девериа, Луи Буланже, Огюст де Шатийон и Жюли Дювидаль де Монферье. В 1836 году Огюст де Шатийон написал картину, запечатлевшую первое причастие Леопольдины, проходившее в особо торжественной обстановке и в присутствии многочисленных друзей семьи, среди которых был Теофиль Готье.
Сам Виктор Гюго посвящает дочери, в которой видит воплощение невинности и чистоты, многочисленные стихотворения. А когда та отправляется путешествовать, отец регулярно пишет ей письма.

## Брак с Шарлем Вакри
В числе почитателей Гюго, часто бывавших в его доме на Королевской площади, был молодой поэт Огюст Вакри, родом из местечка Вилькье в Нормандии. Однажды Вакри заболел, и за ним ухаживала жена Виктора Гюго Адель. В благодарность отец Огюста пригласил её с детьми погостить в своём доме в Виллекье. Там Леопольдина познакомилась с братом Огюста Шарлем Вакри, и молодые люди влюбились друг в друга. На просьбу руки его дочери Гюго не отвечает отказом, но он считает четырнадцатилетнюю Леопольдину слишком юной для брака. Прождав пять лет, Леопольдина вышла замуж за Шарля 15 февраля 1843 года в парижской церкви Сен-Поль в квартале Маре. После свадьбы она переехала к семье мужа в Гавр.

## Гибель
2 сентября 1843 года супружеская пара прибыла из Гавра в Вилькье. Утром в понедельник, 4 сентября, около 9 часов утра, Шарль Вакри отправился на Сену в сопровождении своего дяди, Пьера Вакри, бывшего моряка, и его одиннадцатилетнего сына Артюра. Они направлялись в дом Базира, нотариуса Кодбека, в пол-лиги от Виллекье. Все трое сели в парусную лодку, на которой Шарль иногда участвовал в регатах.

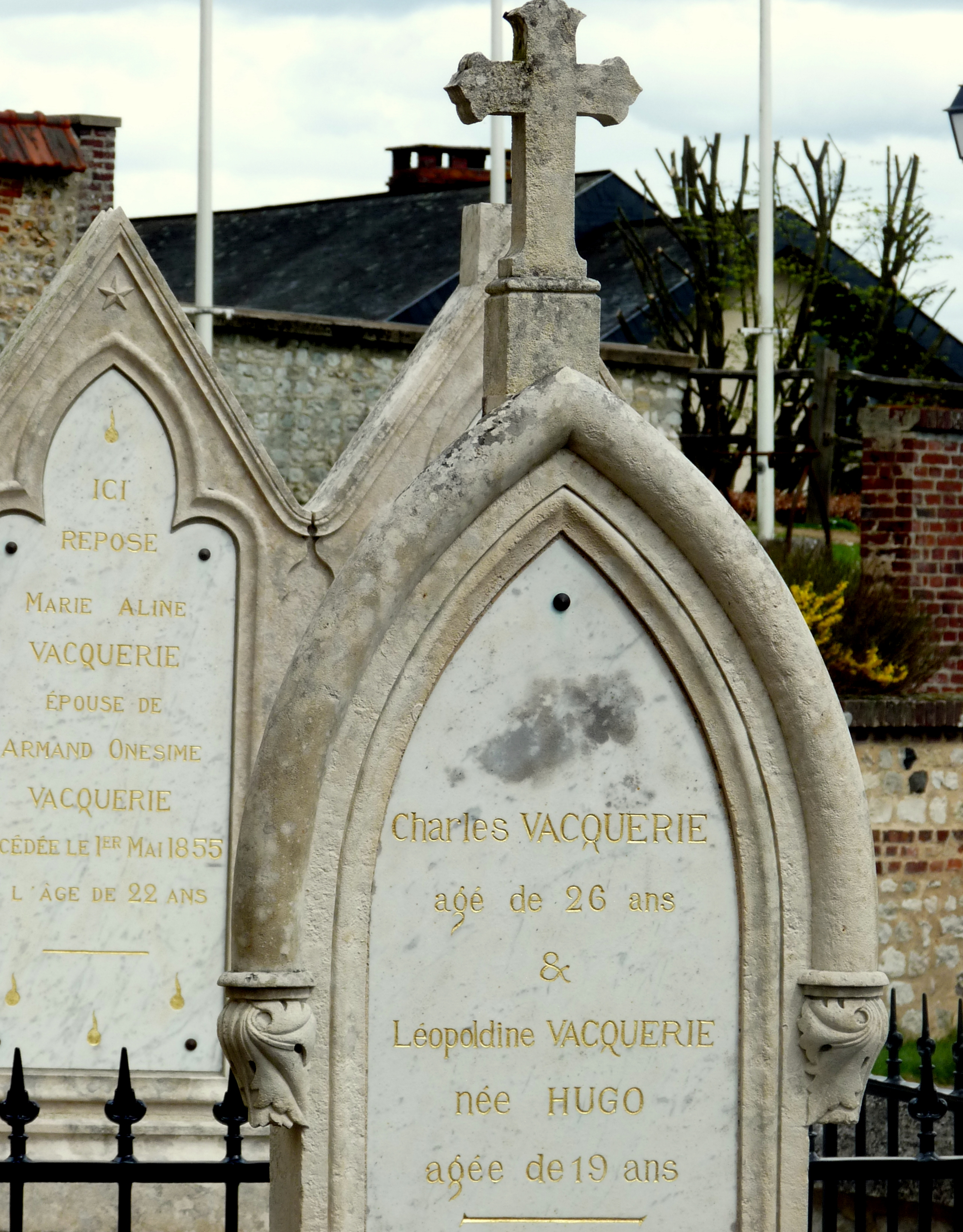
Надгробие Шарля Вакри и Леопольдины Гюго на кладбище в Вилькье

Уходя, Шарль спросил свою молодую жену, не хочет ли она сопровождать их. Она отказалась, потому что не была должным образом одета. Трое мужчин отправились в путь, пообещав вернуться к обеду. Некоторое время спустя Шарль вернулся, чтобы взять два тяжёлых камня, потому что в лодке было недостаточно балласта. Леопольдина, успевшая тем временем одеться, решила всё-таки присоединиться к остальным. Поскольку был штиль, лодка спокойно доплыла до Кодбека, где все они посетили нотариуса.
На обратном пути внезапно начался сильный ветер, и лодка перевернулась. Шарль был отличным пловцом, но не смог спасти свою жену, слишком отчаянно цеплявшуюся за лодку (или, по другой версии, зацепившуюся за неё платьем). Крестьяне, наблюдавшие за происходящим с берега, видели, как он не менее шести раз выныривал на поверхность и вновь исчезал под водой. По-видимому, понимая, что он не может помочь жене, Шарль не захотел спасаться сам и утонул вместе с ней. Пьер и Артюр Вакри также погибли.
Леопольдину и Шарля похоронили в одном гробу на кладбище Вилькье 6 сентября 1843 года. Виктор Гюго в это время находился в Рошфоре, возвращаясь из Испании со своей любовницей Жюльеттой Друэ. О страшном происшествии он узнал совершенно случайно, из газеты. Смерть любимой дочери стала для Гюго тяжёлым ударом, отразившимся в том числе и на его творчестве: на протяжении семи лет после смерти Леопольдины он почти ничего не писал.

## Память

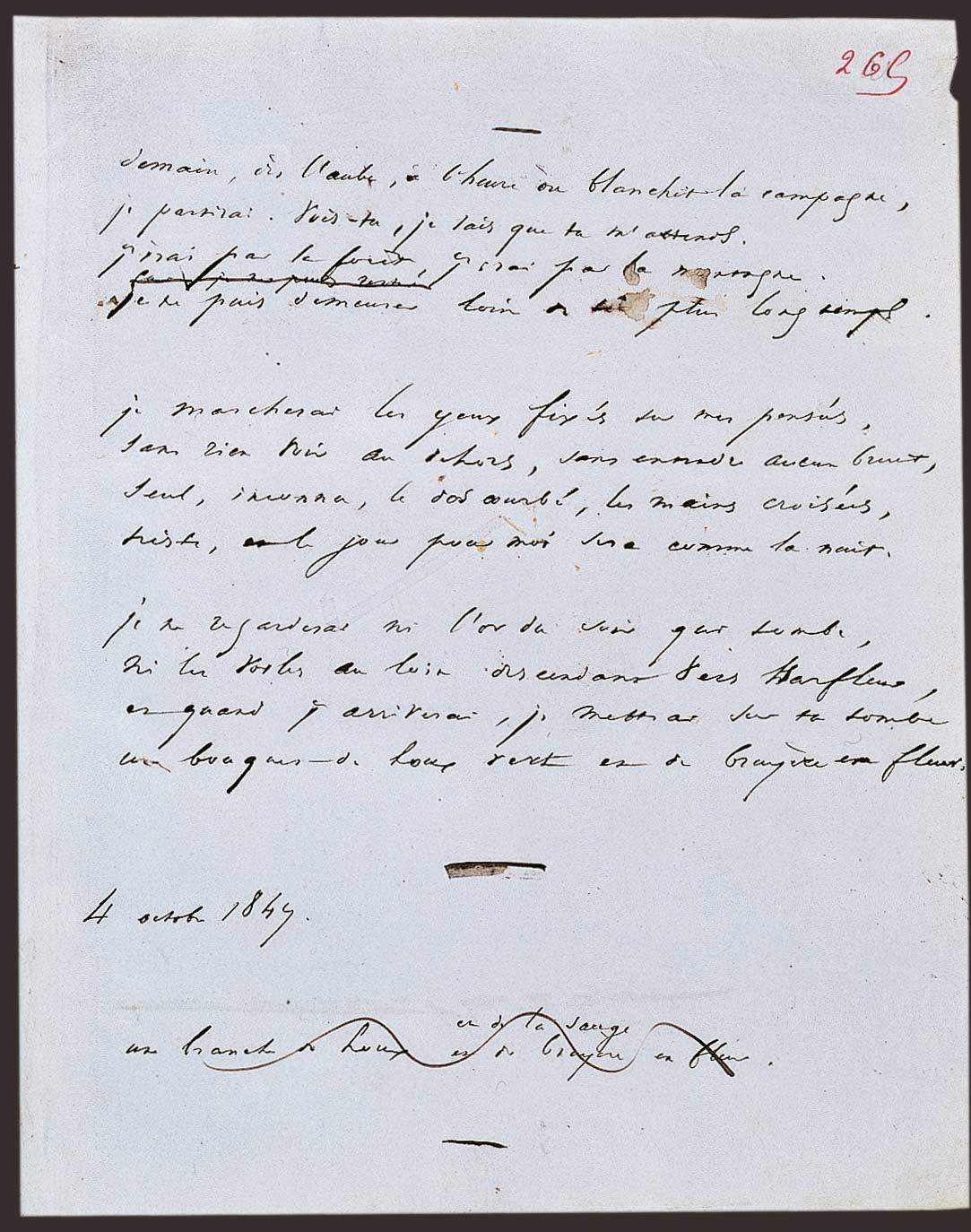
Автограф стихотворения Виктора Гюго «Demain, dès l’aube…»

Образ трагически утраченной дочери неотступно преследовал Гюго. Её памяти он посвятил самый известный свой поэтический сборник «Созерцания» (Les Contemplations), через который красной нитью проходит тема семьи и дочерней любви. Замысел этого сборника возник у Гюго ещё в 1835—1838 годах; издан он был 23 апреля 1856 года одновременно в Брюсселе и Париже. Сборник состоит из шести циклов, делящихся на две части по отношению к дате гибели Леопольдины — «Некогда» (стихи 1830—1843 годов) и «Ныне» (стихи 1843—1856 годов). Четвёртый цикл книги «Pauca meae» (Моей крошке) открывает раздел «Ныне» и целиком посвящён дочери («Привычку милую имела с юных лет…», «В Виллекье», «Mors»). Наиболее известным и часто цитируемым стихотворением сборника является написанное в 1847 году после посещения могилы дочери Demain, dès l'aube… (в русском переводе А. Корсуна открывающееся строкой «Едва займется день, я с утренней зарею…»).
В музее Виктора Гюго в Вилькье, который находится в бывшем доме семейства Вакри, многие экспонаты связаны с Леопольдиной. Ряд реликвий, в том числе свадебный венец Леопольдины и фрагмент платья, которое было на ней в день гибели, хранятся в музее Виктора Гюго в Отвиль-Хауз.